# Eindhoven
Eindhoven ([ˈɛi̯ntɦoːvə(n)]ⓘ) es un municipio y una ciudad situada en la provincia de Brabante Septentrional, en el sur de los Países Bajos. Emplazada originariamente en la confluencia de los canales Dommel y Gender, este último fue desecado después de la Segunda Guerra Mundial, mientras que el primero todavía discurre por la ciudad. Eindhoven es, con 246 412 habitantes, la quinta ciudad de los Países Bajos por población y la mayor del Brabante Septentrional, seguida de cerca por Tilburgo.

## Historia

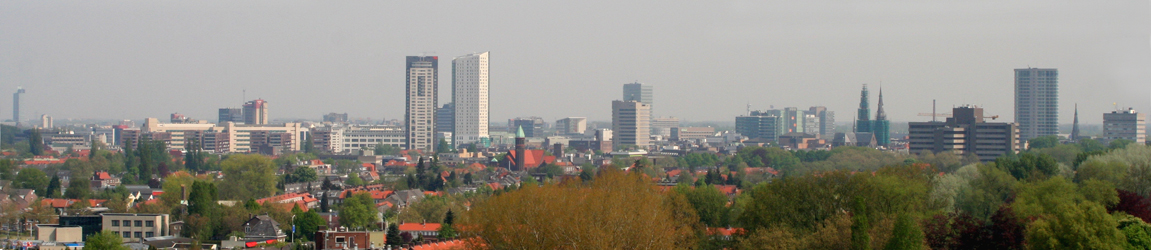
Vista de Eindhoven

La historia escrita de Eindhoven comienza en 1232, cuando el duque de Brabante Hendrik I otorgó derechos de ciudad en los Países Bajos a Endehoven, entonces un pequeño pueblo en la confluencia de los canales Dommel y Gender. El nombre de la ciudad significa literalmente "yardas finales", reflejando su posición en el extremo sur del Woensel. En el momento de la concesión de la carta real, Eindhoven contaba aproximadamente con 170 casas rodeadas por una muralla defensiva. En el exterior del recinto amurallado había un pequeño castillo. A la ciudad se le concedió también el derecho a organizar un mercado semanal, y los granjeros de poblaciones vecinas eran obligados a ir a Eindhoven a vender sus productos. Otro factor importante de su emplazamiento es su localización en la ruta comercial de los Países Bajos a Lieja.
Hacia 1388, las murallas de la ciudad fueron ampliadas, y entre 1413 y 1420 fue construido un nuevo castillo, esta vez en el interior del recinto amurallado. En 1486, Eindhoven fue saqueada y quemada por las tropas de Güeldres. La reconstrucción se terminó en 1502, con una muralla más fuerte y un nuevo castillo. Sin embargo, en 1543, Eindhoven cae otra vez: sus obras de defensa se abandonaron debido a la escasez de recursos.
Un gran incendio en 1554 destruyó el 75 % de las casas. Hacia 1560 fueron reconstruidas gracias a la ayuda de Guillermo de Orange. Durante la Revuelta Neerlandesa, Eindhoven cambió de manos varias veces entre los neerlandeses y los españoles, hasta que el 23 de abril de 1583 fue capturada por las tropas españolas tras un asedio iniciado el 7 de febrero, las murallas muy dañadas fueron destruidas dejando la ciudad de ser fortaleza. Eindhoven no volvió a formar parte de los Países Bajos hasta 1629 durante el sitio de Bolduque.
La revolución industrial del siglo XIX fue un gran impulso para la ciudad. Se construyeron canales, carreteras y vías férreas. Eindhoven se conectó fluvialmente al canal Zuid-Willemsvaart a través del ramal Eindhovens Kanaal en 1843, y mediante vía férrea a Tilburgo, Bolduque, Venlo y Bélgica entre 1866 y 1870. La actividad industrial se centró en un principio en manufacturas de tabaco y textiles. Posteriormente, la industria creció espectacularmente gracias al gigante de la iluminación y la electrónica Philips. Esta compañía fue fundada en Eindhoven en 1891 y comenzó su actividad fabricando bombillas incandescentes.
El rápido crecimiento de la industria en la región y la posterior necesidad de vivienda de los trabajadores provocaron cambios radicales en la administración, ya que Eindhoven todavía conservaba los límites de la época medieval, debido a la existencia de un canal que rodeaba la ciudad. En 1920, los cinco municipios suburbiales de Woensel (al norte), Tongelre (este y noreste), Stratum (sudeste), Gestel en Blaarthem (sudoeste) y Strijp (oeste), los cuales sufrieron cambios drásticos debido a la falta de viviendas, fueron incorporados en la nueva municipalidad de Groot-Eindhoven ("Gran Eindhoven"). Posteriormente, el prefijo "Groot-" fue retirado.
A principios del siglo XX, la industria técnica creció con el advenimiento de la fabricación de automóviles y camiones por la compañía Van Doorne's Automobiel Fabriek (DAF); con el subsiguiente cambio hacia la electrónica y la ingeniería, las tradicionales industrias de tabaco y textiles entraron en decadencia y finalmente desaparecieron en los años setenta.
Los ataques aéreos a gran escala durante la Segunda Guerra Mundial (incluyendo el bombardeo aliado durante la Operación Market Garden para auxiliar a los paracaidistas a asegurar los puentes dentro y alrededor del pueblo) destruyeron grandes zonas de la ciudad. La reconstrucción dejó muy pocos elementos históricos. En el periodo de posguerra se estudiaron planes drásticos de renovación a base de rascacielos, algunos de los cuales fueron implementados. En ese momento, había poco aprecio hacia el patrimonio histórico. En los años sesenta, se construyó un nuevo ayuntamiento y el edificio precedente neogótico (construido en 1867) fue demolido para dar paso a una carretera de gran capacidad que finalmente no se construyó.
Durante los años setenta, ochenta y noventa se sucedieron urbanizaciones a gran escala en los distritos de Woensel-Zuid y Woensel-Noord, convirtiendo Eindhoven en la quinta ciudad más grande de los Países Bajos.

## Geografía

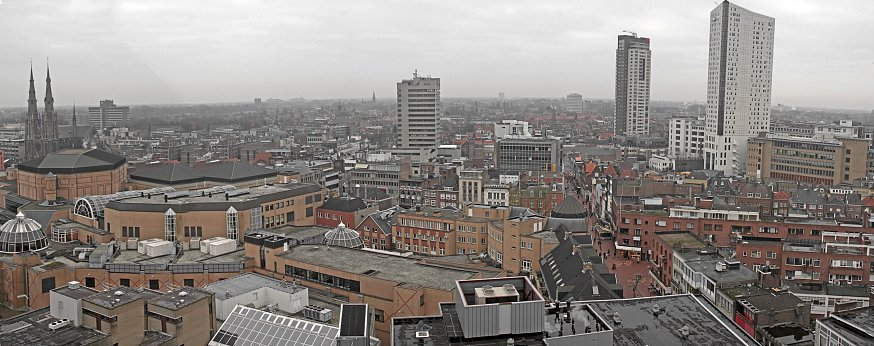
Vista del centro de la ciudad, con el Admirant Entrance Building, de Massimiliano Fuksas, finalizado en 2010

Los pueblos y la ciudad que forman la moderna Eindhoven fueron originalmente construidos en elevaciones arenosas entre los canales del Dommel, Gender y Tongelreep. A partir del siglo XIX, las cuencas de los canales han sido utilizados como bases sostenibles de viviendas, ocasionando inundaciones ocasionales en el centro de la ciudad.
Para reducir los efectos de dichas inundaciones, el arroyo Gender, que discurría por el centro de la ciudad, fue contenido por medio de un dique, y llenado después de la Segunda Guerra Mundial, y el curso del Dommel se reguló. Nuevos conocimientos ecológicos y socio-históricos hicieron que partes del curso del Dommel fueran restauradas a sus estados originales, y que se estudiara la posibilidad de que el Gender fluyera por el centro de la ciudad otra vez (enlace a página en alemán).
Los desarrollos a gran escala del siglo XX provocaron la construcción de áreas residenciales sobre bosques y campos, los cuales habían sido transformados en tierras cultivables en el siglo XIX.
Entre las poblaciones cercanas pueden destacarse Son en Breugel, Nuenen, Geldrop-Mierlo, Waalre, Veldhoven, Oirschot y Best.

## Industria
Eindhoven ha pasado de ser una pequeña población en 1232 a una de las más grandes ciudades de los Países Bajos. En la actualidad cuenta con aproximadamente 210 000 habitantes en 2005. Gran parte de este crecimiento es debido a Philips y DAF Trucks.
En 1891, los hermanos Gerard y Anton Philips fundaron una pequeña fábrica de bombillas, que crecería hasta convertirse en una de las grandes firmas de la industria electrónica del mundo. La presencia de Philips es probablemente la causa del gran crecimiento de Eindhoven durante el siglo XX. La presencia de la firma holandesa atrajo a muchas compañías especializadas en altas tecnologías, convirtiendo a Eindhoven en un lugar de referencia en este ámbito.
En 2005, más de la tercera parte de la inversión total en investigación de Holanda se realizó en la zona. Una cuarta parte de los puestos de trabajo de la región están relacionados con la tecnología e ICT, con compañías como NXP Semiconductores, ASML, Toolex, Simac, Neways, Atos Origin y las anteriormente mencionadas Philips y DAF. Recientemente la construcción del High-Tech Campus de Eindhoven, donde se sitúan instalaciones de I+D empleadas por NXP, Philips, IBM y PLaza, convierte a esta ciudad en uno de los referentes mundiales en investigación y desarrollo de nuevas tecnologías.
Algunos ejemplos de la herencia industrial en Eindhoven son el renovado complejo de Witte Dame ("La Dama Blanca"), una antigua fábrica de lámparas de Philips, y el Edificio del Almirante (informalmente conocido como Bruine Heer o "Caballero Marrón" en referencia a la Witte Dame al otro lado de la calle) antiguas oficinas de Philips. La Witte Dame alberga la biblioteca municipal, el Design Academy Eindhoven (academia de diseño), y varias tiendas. El Almirante ha sido reconvertido en un edificio de oficinas para pequeñas empresas. Cruzando la calle desde la Witte Dame y junto al Almirante está la primera fábrica de bombillas de Philips. El pequeño edificio es ahora sede del museo de la compañía.

## Educación
| Foto | Universidad                              | Fundación | Acrónimo | Tipo                        |  |
| ---- | ---------------------------------------- | --------- | -------- | --------------------------- |  |
|      | Universidad Técnica de Eindhoven         | 1956      | TUe      | Universidad técnica pública |  |
|      | Universidad Fontys de ciencias aplicadas | 1996      | Fontys   | Universidad técnica pública |  |

## Administración y demografía
Tras su incorporación en 1920, los cinco ayuntamientos anteriores se convirtieron en distritos de la municipalidad de Eindhoven, siendo la propia Eindhoven el sexto distrito. Desde entonces se ha creado un séptimo distrito dividiendo el distrito de Woensel (el mayor de los seis) en dos: Woensel-Zuid y Woensel-Noord.
Coincidiendo con la entrada del siglo XX, se comenzó a urbanizar en terrenos del antiguo aeropuerto de Welschap, al oeste de la ciudad. El aeropuerto, ahora llamado aeropuerto de Eindhoven, fue anteriormente trasladado a otra ubicación, permitiendo la construcción del nuevo y necesario barrio llamado Meerhoven. Ahora forma parte del distrito de Strijp.
De todos los distritos de Eindhoven, el centro histórico es el menor en tamaño y población, contando con 5419 habitantes en 2006.
De acuerdo con el ayuntamiento de Eindhoven, la ciudad alcanzará su máxima población en el año 2025, cuando contará con en torno a 230 000 habitantes.
La población en cada distrito, ordenados por tamaño según datos del 1 de enero de 2006:
1. Woensel-Noord (64 575)
2. Woensel-Zuid (35 361)
3. Stratum (31 782)
4. Gestel (26 694)
5. Strijp (24 783)
6. Tongelre (19 565)
7. Centrum (5419)

El 26.5 % de la población total de Eindhoven es de ascendencia foránea. Se considera ascendencia foránea, si se nace fuera de los Países Bajos o al menos uno de los padres es foráneo.
Colectivos minoritarios importantes:
- Turcos (9420) (4.50 %)
- Marroquíes (5161) (2.47 %)
- Surinameses (3610) (1.73 %)
- Antillanos y arubanos (2325) (1.11 %)

Otros grupos minoritarios son los alemanes e indonesios.

## Deportes
| Equipo        | Deporte | Competición    | Estadio             | Creación |
| ------------- | ------- | -------------- | ------------------- | -------- |
| PSV Eindhoven | Fútbol  | Eredivisie     | Philips Stadion     | 1913     |
| FC Eindhoven  | Fútbol  | Eerste Divisie | Jan Louwers Stadion | 1909     |

- Desde 1990 Eindhoven es la sede del maratón anual de Eindhoven.
- Eindhoven es el lugar donde el tres veces campeón olímpico de natación Pieter van den Hoogenband entrena diariamente.

## Ciudades hermanadas
- Bayeux (Francia)
- Białystok (Polonia)
- Chinandega (Nicaragua)
- Emfuleni (Sudáfrica)
- Gadarif (Sudán)
- Gumi (Corea del Sur)
- Minsk (Bielorrusia)
- Nankín (China)